# Max Weber (artista)
Max Weber (Białystok, 18 de abril de 1881—Great Neck, Nova Iorque, 4 de outubro de 1961) foi um pintor e poeta norte-americano de origem russa e judaica. 
A sua obra esteve entre o expressionismo e o cubismo e, mais tarde, a  abstração. Estudou no Pratt Institute de Brooklyn e em Paris (1905-1908), onde recebeu a influência de Cézanne, assim como do fauvismo -estudou com Matisse-. Mais tarde recebeu a influência do cubismo,  de Picasso e de  Braque. Também mostrou interesse pela arte primitiva e oriental. As suas primeiras obras foram de signo cubista e expressionista (Restaurante chinês, 1915, Museu Whitney de Arte Americana, Nova Iorque), evoluindo desde 1917 para a abstração, destacando-se pelo colorido brilhante, as distorções violentas e um forte tom emocional. Entre os seus livros destacam-se Poemas cubistas (Cubist Poems, 1914) e a autobiografia Max Weber (1945).